# ATP Challenger Taschkent
Das ATP Challenger Taschkent (offizieller Name: Tashkent Challenger) war ein zwischen 2008 und 2018 jährlich stattfindendes Tennisturnier in Taschkent, Usbekistan. Es war Teil der ATP Challenger Tour und wurde im Freien auf Hartplatz ausgetragen. Lokalmatador Denis Istomin ist mit zwei Siegen je im Einzel sowie Doppel Rekordsieger des Turniers. Schon von 1994 bis 1996 fanden drei Austragungen des Turniers in Taschkent statt.

## Liste der Sieger

### Einzel
| Jahr                         | Sieger                 | Finalgegner          | Ergebnis       |
| ---------------------------- | ---------------------- | -------------------- | -------------- |
| 2018                         | Félix Auger-Aliassime  | Kamil Majchrzak      | 6:3, 6:2       |
| 2017                         | Guillermo García López | Kamil Majchrzak      | 6:1, 7:61      |
| 2016                         | Konstantin Krawtschuk  | Denis Istomin        | 7:5, 6:4       |
| 2015                         | Denis Istomin (2)      | Lukáš Lacko          | 6:3, 6:4       |
| 2014                         | Lukáš Lacko            | Serhij Stachowskyj   | 6:2, 6:3       |
| 2013                         | Dudi Sela              | Teimuras Gabaschwili | 6:1, 6:2       |
| 2012                         | Uladsimir Ihnazik      | Lukáš Lacko          | 6:3, 7:63      |
| 2011                         | Denis Istomin (1)      | Jürgen Zopp          | 6:4, 6:3       |
| 2010                         | Karol Beck             | Gilles Müller        | 6:74, 6:4, 7:5 |
| 2009                         | Marcos Baghdatis       | Denis Istomin        | 6:3, 1:6, 6:3  |
| 2008                         | Lu Yen-hsun            | Mathieu Montcourt    | 6:3, 6:2       |
| 1997–2007: nicht ausgetragen |                        |                      |                |
| 1996                         | Félix Mantilla         | Lars Rehmann         | 6:2, 6:2       |
| 1995                         | Karim Alami            | Jordi Arrese         | 6:4, 6:0       |
| 1994                         | Chuck Adams            | Filip Dewulf         | 6:4, 4:6, 7:6  |

### Doppel
| Jahr                         | Sieger                                     | Finalgegner                           | Ergebnis           |
| ---------------------------- | ------------------------------------------ | ------------------------------------- | ------------------ |
| 2018                         | Sanjar Fayziyev Joʻrabek Karimov           | Federico Gaio Enrique López Pérez     | 6:2, 6:73, [11:9]  |
| 2017                         | Hans Podlipnik-Castillo Andrej Wassileuski | Yuki Bhambri Divij Sharan             | 6:4, 6:2           |
| 2016                         | Michail Jelgin (3) Denis Istomin (2)       | Andre Begemann Leander Paes           | 6:4, 6:2           |
| 2015                         | Sjarhej Betau Michail Jelgin (2)           | Andre Begemann Artem Sitak            | 6:4, 6:4           |
| 2014                         | Lukáš Lacko Ante Pavić                     | Frank Moser Alexander Satschko        | 6:3, 3:6, [13:11]  |
| 2013                         | Michail Jelgin (1) Teimuras Gabaschwili    | Purav Raja Divij Sharan               | 6:4, 6:4           |
| 2012                         | Andre Begemann Martin Emmrich              | Rameez Junaid Frank Moser             | 6:72, 7:62, [10:8] |
| 2011                         | Harri Heliövaara Denys Moltschanow         | John Paul Fruttero Raven Klaasen      | 7:65, 7:63         |
| 2010                         | Ross Hutchins Jamie Murray                 | Karol Beck Filip Polášek              | 2:6, 6:4, [10:8]   |
| 2009                         | Murod Inoyatov Denis Istomin (1)           | Jiří Krkoška Lukáš Lacko              | 7:64, 6:4          |
| 2008                         | Flavio Cipolla Pavel Šnobel                | Michail Jelgin Alexander Kudrjawzew   | 6:3, 6:4           |
| 1997–2007: nicht ausgetragen |                                            |                                       |                    |
| 1996                         | Marcelo Charpentier Albert Portas          | Andrei Tscherkassow Laurence Tieleman | 6:1, 6:2           |
| 1995                         | Brian Dunn Attila Sávolt                   | Noam Behr Eyal Ran                    | 6:3, 6:2           |
| 1994                         | Karim Alami Sándor Noszály                 | Daniel Fiala Jan Kodeš                | 6:7, 6:4, 7:6      |